# Ficus wakefieldii
Ficus wakefieldii är en mullbärsväxtart som beskrevs av Hutchinson. Ficus wakefieldii ingår i släktet fikonsläktet, och familjen mullbärsväxter. Inga underarter finns listade i Catalogue of Life.